# Frac

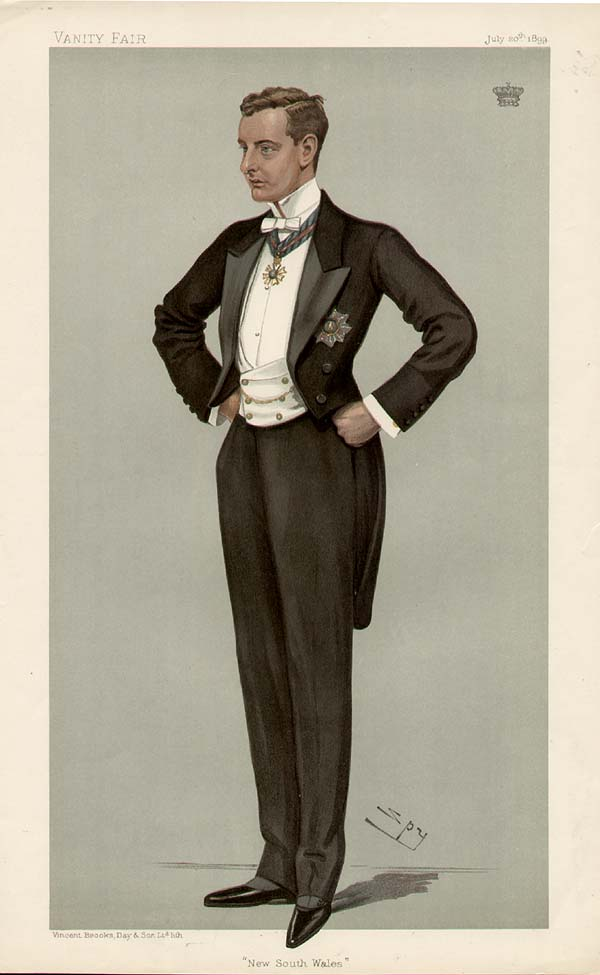
Caricatura de 1899, en la revista británica Vanity Fair en la que aparece un aristócrata inglés, William Lygon, vestido de frac.

El frac es un traje masculino, con origen en el siglo XVIII, que constituye el tipo de vestuario más formal para el hombre en celebraciones nocturnas; para el día se luce chaqué. Solo el traje regional tiene la misma consideración que el frac para los actos nocturnos. Al igual que el chaqué, el protocolo indica que la invitación lo especifique con frases del tipo "frac o traje nacional".[cita requerida]

## Componentes esenciales

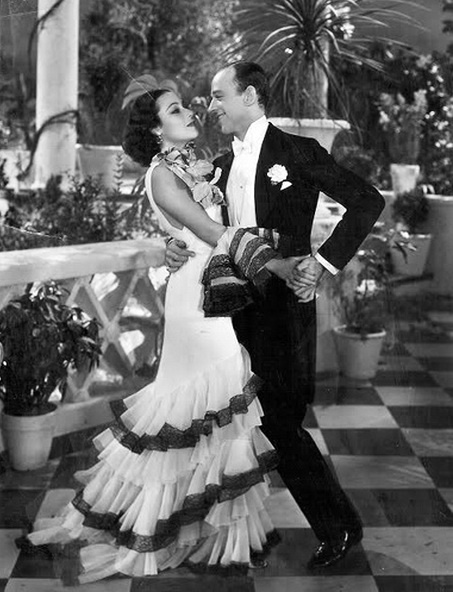
Fred Astaire bailaba con frecuencia en la pantalla elegantemente vestido con frac y corbata blanca. En la imagen, junto a Dolores del Río, en la película de 1933, Volando a Río.

- Levita. Es negra con añadidos de seda. No existe acuerdo de cómo es la parte trasera del frac; para protocolo lleva una característica cola abierta;[2] no obstante Kalión muestra en su web un frac con la cola cerrada.[3] Por delante, la chaqueta es sin embargo más bien corta y presenta en el exterior una o dos filas de botones puestas oblicuamente por meras razones ornamentales. La chaqueta no está completa si no la acompaña el pañuelo blanco de seda en el bolsillo.
- Pantalones. Son negros sin pinzas y se distinguen de los del esmoquin por la presencia de dos galones. Los galones son bandas de raso de algunos milímetros de ancho que discurren a lo largo de la pernera del pantalón en toda su extensión.[4]
- Chaleco. Absolutamente obligatorio, es de piqué marfil salvo para las recepciones que se desarrollan en la Ciudad del Vaticano, durante las cuales se requiere el chaleco negro.
- Pajarita. Es de piqué blanco como el chaleco y es una de las características principales del frac. El color blanco de la pajarita se mantiene también en la Ciudad del Vaticano.
- Camisa. Es blanca y habitualmente con el cuello diplomático; es decir, vuelto en lo alto y con las puntas plegadas hacia el exterior. Los puños son simples (a diferencia del esmoquin) y cerrados por gemelos. Deben asomar los puños por la chaqueta.
- Zapatos. Normalmente negros, y con un pequeño tacón, parecidos a los zapatos de baile. La etiqueta marca los de cordones como más apropiados que otros, como los de hebilla.

## Accesorios
Para completar la indumentaria es posible llevar:
- Sombrero. Chistera de seda negra.
- Capa negra de lana, cachemir o incluso, seda. Tanto en el chaqué como el frac se desaconseja llevar prendas de abrigo porque tapan la prenda. En grandes eventos, caso del entierro de don Juan de Borbón, las autoridades lucieron el chaqué sin prenda de abrigo alguna, pese al mal tiempo. Asimismo, los palacios reales de Europa cuentan con escalinatas cubiertas para evitar a los invitados tener que llevar prendas de abrigo.
- Bufanda. Blanca, generalmente de seda aunque también de cachemir o lana.
- Guantes. De seda blanca.
- Bastón de paseo. Generalmente, negro.

## El frac en la actualidad
El uso del frac en la actualidad ha quedado reservado para ocasiones especiales, bastante minoritarias y normalmente nocturnas. Se utiliza normalmente por autoridades en situaciones señaladas como puede ser la acreditación de embajadores, recepciones diplomáticas o algunas reuniones  gubernamentales. Se ha conservado el uso del frac en actos culturales como conciertos clásicos y se recomienda por la organización en la gala de entrega de los premios Nobel.

### Rechazo al frac
En algunas ocasiones la costumbre de vestir frac ha sido rechazada por líderes políticos, como fue el caso del dirigente de Izquierda Unida, Nicolás Sartorius, en una cena ofrecida por el rey Juan Carlos I en el Palacio Real o por Mijaíl Gorbachov en la recepción y visita a la ópera invitado por Ronald Reagan, tras la firma del Tratado INF. Así mismo, Gabriel García Márquez, en la entrega de los premios nobel en 1982, no vistió el recomendado frac y en su lugar empleó una típica prenda de los Llanos, el Liquiliqui.